# Institut de recherche biomédicale et d'épidémiologie du sport
L’institut de recherche biomédicale et d’épidémiologie du sport (IRMES) est un organisme public français consacré à la recherche biomédicale et épidémiologique du sport, placé sous la tutelle de l’INSEP, l’INSERM, l’AP-HP, et l’université Paris Descartes. Il est actuellement dirigé par Jean-François Toussaint.

## Historique
L'Institut de recherche biomédicale et d’épidémiologie du sport (IRMES) est un institut créé en 2006 dans le but de refonder la médecine et l’épidémiologie du sport en France autour de données objectives permettant de mieux comprendre les problèmes sanitaires du sport de haut niveau.

## Missions
L’IRMES est chargé des missions suivantes :
- constituer une banque nationale de données épidémiologiques du sport de haut niveau ;
- encourager, conduire et développer des recherches épidémiologiques, physiopathologiques et physiologiques dans le domaine des activités physiques ou sportives ;
- mettre en place, formaliser et animer un réseau national de recherche biomédicale et épidémiologique du sport de haut niveau, associant les structures assurant le suivi sanitaire des sportifs et les structures de recherche ;
- organiser des séminaires sur des thèmes scientifiques et médicaux et contribuer à la publication des résultats des recherches conduites dans son domaine de compétence ;
- accueillir en formation des chercheurs et des étudiants provenant des filières médicale, scientifique ou sportive ;
- faciliter les relations entre le plateau technique de soins de l’INSEP et les services de médecine du sport de l’AP-HP, notamment par des échanges de pratiques et d’expériences entre les médecins de l’INSEP et les praticiens hospitaliers ou médecins en formation de l’AP-HP ;
- contribuer à la formation et l’information des cadres techniques sportifs, des médecins du sport et des personnes concernées par la santé des sportifs, sur le résultat  de ses recherches.

## Recherche médicale
Il développe un programme, national et international d’études, ciblant, à titre prioritaire, trois champs d’investigation : 
- la physiopathologie du sport ;
- l’épidémiologie de la performance ;
- et la prévention par les activités physiques ou sportives.

La création de l’IRMES répond à la volonté de donner une nouvelle dynamique au développement de connaissances de pointe en matière de recherche médicale appliquée au sport. Ses travaux renforcent l’excellence et le rayonnement de l’INSEP par son expertise en épidémiologie du mouvement, en physiologie de la performance ainsi que pour le suivi médical des athlètes. Ses publications contribuent aussi à développer notre compréhension des problèmes et des freins associés à la pratique des activités physiques ou sportives ainsi que notre conception des limites et des potentialités de notre espèce.

## Publications
- (en) G. Berthelot, V. Thibault, M. Tafflet, S. Escolano, N. El Helou, et al., The Citius End: World Records Progression Announces the Completion of a Brief Ultra-Physiological Quest, 2008
- (en) F.D. Desgorces, G. Berthelot, N. El Helou, V. Thibault, M. Guillaume, et al., From Oxford to Hawaii Ecophysiological Barriers Limit Human Progression in Ten Sport Monuments, 2008
- (en) M. Guillaume, N. E. Helou, H. Nassif, G. Berthelot, S. Len, et al., Success in Developing Regions: World Records Evolution through a Geopolitical Prism, 2009
- (en) G. Berthelot, M. Tafflet, N. El Helou, S. Len, S. Escolano, et al., Athlete Atypicity on the Edge of Human Acheviement: Performances Stagnate after the Last Peak, in 1988, 2010
- (en) V. Thibault, M. Guillaume, G. Berthelot, N. El Helou, K. Schaal, et al.,Women and Men in Sport Performance: the gender gap has not evolved since 1983, 2010
- (en) N. El Helou, G. Berthelot, V. Thibault, M. Tafflet, H. Nassif, et al., Tour de France, Giro, Vuelta, and classic European races show a unique progression of road cycling in speed in the last 20 years, 2010
- (en) G. Berthelot, S. Len, P. Hellard, M. Tafflet, N. El Helou, et al., Technology and Swimming: 3 steps beyond physiology, 2010